# Trigonoptera iriana
Trigonoptera iriana là một loài bọ cánh cứng trong họ Cerambycidae.